# ポルフォビリノーゲン
ポルフォビリノーゲン (Porphobilinogen) は、 ポルフィリンの生合成にピロールを導入する中間物質である。
ポルフォビリノーゲンは、アミノレブリン酸とアミノレブリン酸脱水酵素により合成される。ポルフォビリノーゲンは、ポルフォビリノーゲン脱アミノ酵素によりヒドロキシメチルビランに結合、変換される。
急性間欠性ポルフィリン症 は、尿中ポルフォビリノーゲンを増加させる原因となる。

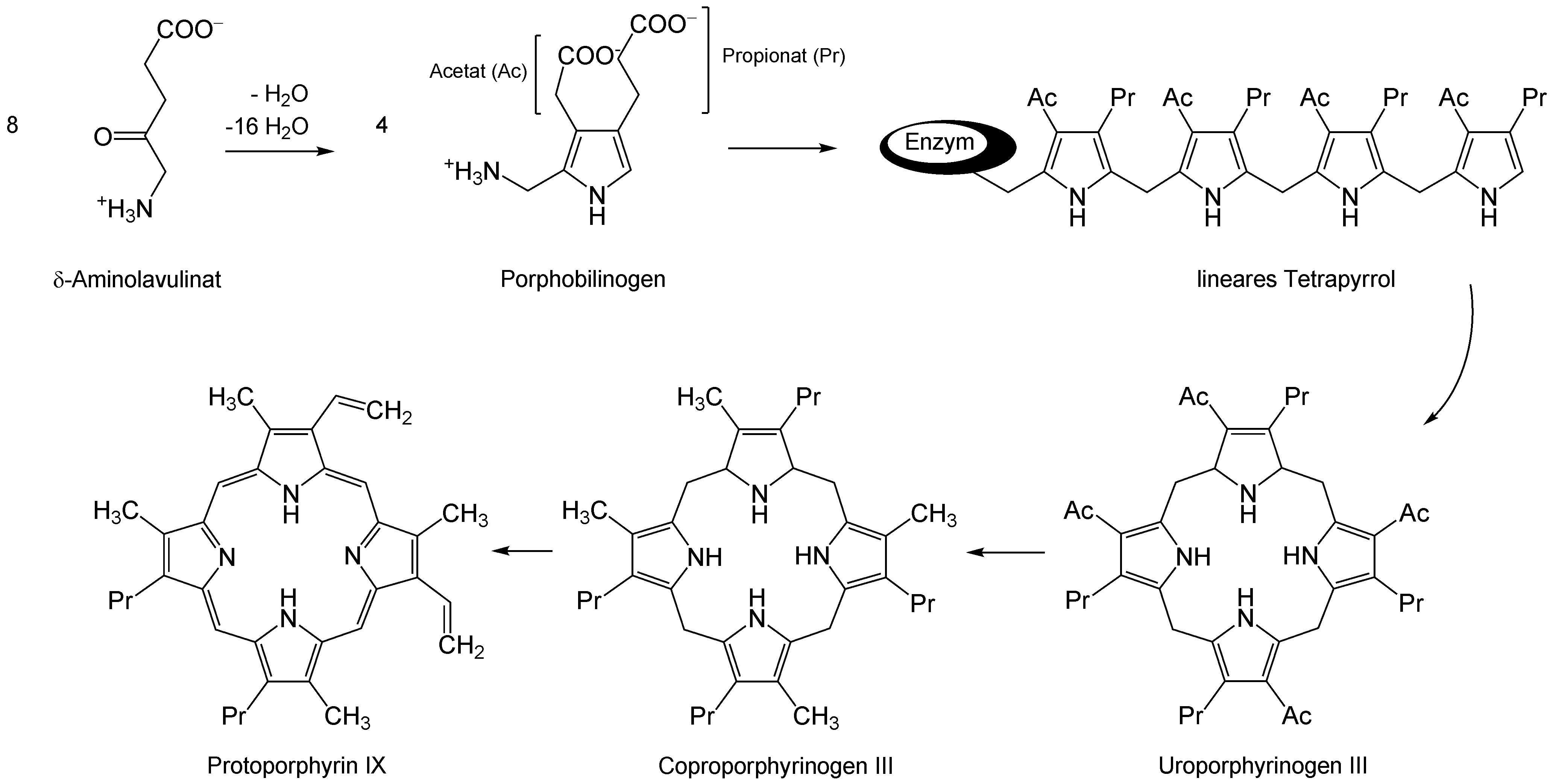
δ-アミノレブリン酸からプロトポルフィリンIXまでの生合成経路